# Тадтаев, Алан Сергеевич
Алан Сергеевич Тадтаев — политический и государственный деятель. Депутат Парламента Республики Южная Осетия с 9 июня 2019 года, Председатель Парламента Республики Южная Осетия с 20 июня 2019 по 15 сентября 2022 года. Председатель Республиканской политической партии «Единая Осетия».

## Биография
Тадтаев Алан Сергеевич родился 19 сентября 1969 года в селе Верхний Дван Знаурского района Юго-Осетинская автономной области.
В 1986 году окончил среднюю школу № 5 г. Цхинвал.
С 1988 года по 1990 год проходил действительную срочную военную службу в рядах Вооружённых сил СССР (ГСВГ).
С 1992 года по 1998 год служил в Миротворческих силах от Республики Северная Осетия-Алания на должности заместителя командира взвода.
С 1998 года по 1999 год — в МВД РЮО на должности начальника пункта централизованной охраны объединения «Охрана».
С 1999 года по 2000 год являлся командиром взвода роты ППС Цхинвальского ГОВД МВД РЮО.
С 2000 года по 2003 год служил на должности командира роты объединения «Охрана» МВД РЮО.
С 2003 года по 2005 год — в Миротворческих силах от РСО-Алания на должности заместителя командира роты.
С 2005 года по 2007 год — в Миротворческих силах от РСО-Алания на должности начальника бронетанковой службы.
С 2007 года по 2008 год — в Миротворческих силах от РСО-Алания на должности заместителя командира батальона по вооружению.
С 2007 года по 2012 год учился на историко-юридическом факультете Юго-Осетинского государственного университета им. А. А. Тибилова.
С 2008 года по 2012 год работал в Министерстве по чрезвычайным ситуациям РЮО на должности начальника отдела планирования.
С 2014 года по 2017 год являлся первым заместителем главы МЧС РЮО.
С 25 мая 2017 года являлся министром МЧС Республики Южная Осетия.
С октября 2017 года — председатель РПП «Единая Осетия».
В июне 2019 года был избран депутатом Парламента Республики Южная Осетия VII созыва, а 20 июня 2019 года избран Председателем Парламента РЮО VII созыва.

## Семья
Женат. Имеет троих детей.